# 최종천
최종천(崔鍾天, 1954년 ~ 2025년 7월 18일)은 대한민국 노동자이자 시인이다.

## 생애
전라남도 장성군에서 태어나 중학교 졸업하고 서울에 있는 고등학교에 진학했지만 연탄가스 중독으로 입은 심한 화상 때문에 한 달 정도 다니다 그만두었다. 그 이후 신설동에서 구두닦이 1년, 맥주홀 종업원 몇 개월, 중국집 배달원에서 주방 보조까지 닥치는 대로 일을 했다. 그러다가 스무 살 무렵에 시작한 용접 일은 평생의 업이 되었다.
| “ | 저에게 시는 외부에서 입력된 것 아니라 내부에서 발아한 것입니다. 학력이 있는 시인들은 대부분 교과 과정에서 시를 알지 않습니까? 저는 낙서로부터 시를 시작했습니다. 첫 시집에 들어가 있는 「코스모스」, 「섬」, 「미혼모」 같은 시는 어릴 적 제 낙서장에 있는 것입니다. 70년대에, 종로 르네상스라는 고전음악다방에 가니까 <시문학회 회원모집, **문학회> 라고 써 붙어 있더군요. 그게 제가 시를 쓰기 시작한 동기입니다. | ” |

1986년 세계의 문학, 1988년 현대시학으로 등단한 몇 안되는 노동자 전문시인으로 손꼽히고 있다.
“예술과 노동을 잇는 시인”으로 김우창은 평가했다.

## 작품
그는 생명에 대한 경외와 인간을 이야기한다.
| “ | 구호는 잘 하는 사람이 많다. 굳이 내 힘까지 보탤 필요성을 느끼지 못했다. | ” |

| “ | 인간의 본 모습은 노동이다. 노동은 사물과 교감하면서 신진대사를 일으킨다. 예술은 결코 인간을 일으켜 세울 수 없다. 인간은 스스로 만들어 놓은 문화를 누리기 위해 오히려 불행해졌다. 지금 지구에서 생산되는 에너지가 문화를 통해 쓰레기가 되고 있다. 시도 쓰레기다. 나는 문화가 시가 결국 인간에게 있어 쓰레기일 수밖에 없는 이유를 제시하기 위해 시를 쓴다. | ” |

“노동의 기억은 희미하게/켜져 있다. 노동의 도수 높은 안경 너머로/도면에 기입된 숫자들이 꾸물거린다/문학이 그에게 말한다, 너는 너고 나는 나다/노동아 쉬어 가면서 하라, 음악이 지성미를 자랑한다/기가 죽은 노동에게 미술이 화장품을 팔고 간다”〈문화의 시대〉
그가 말하는 노동은 세상을 이루는 바탕이다. 세상의 중심이면서도 언제나 주변부를 자처하는 노동, 그것은 최종천 시인의 시를 지탱하는 힘이고 언제나 그를 시인이기보다는 노동자로 남게 하는 이유이다.
인간은 노동을 통해 동물에서 인간으로 진화했고 자연을 가공하여 인간에게 필요한 모든 것을 얻어낸다. 노동계급이야말로 진정한 의미의 사제(司祭)다. 절대적 실체이며 실재인 자연의 연장선에서 노동은 인간에게 유일한 실재로 남아 있다. 따라서 노동계급의 사상은 궁극의 철학과 종교가 될 수밖에 없다. 나는 감히 노동계급의 사상만이 인간을 되살려낼 수 있으리라 믿는다.

## 수상
- 2002년 제20회 신동엽창작기금(현 신동엽문학상)
- 2012년 제5회 오장환문학상

## 시집
- 2002년 〈눈물은 푸르다〉 (시와시학사)
- 2007년 〈나의 밥그릇이 빛난다〉 (창비)
- 2011년 〈고양이의 마술〉 (실천문학사)